# 시모츠카레

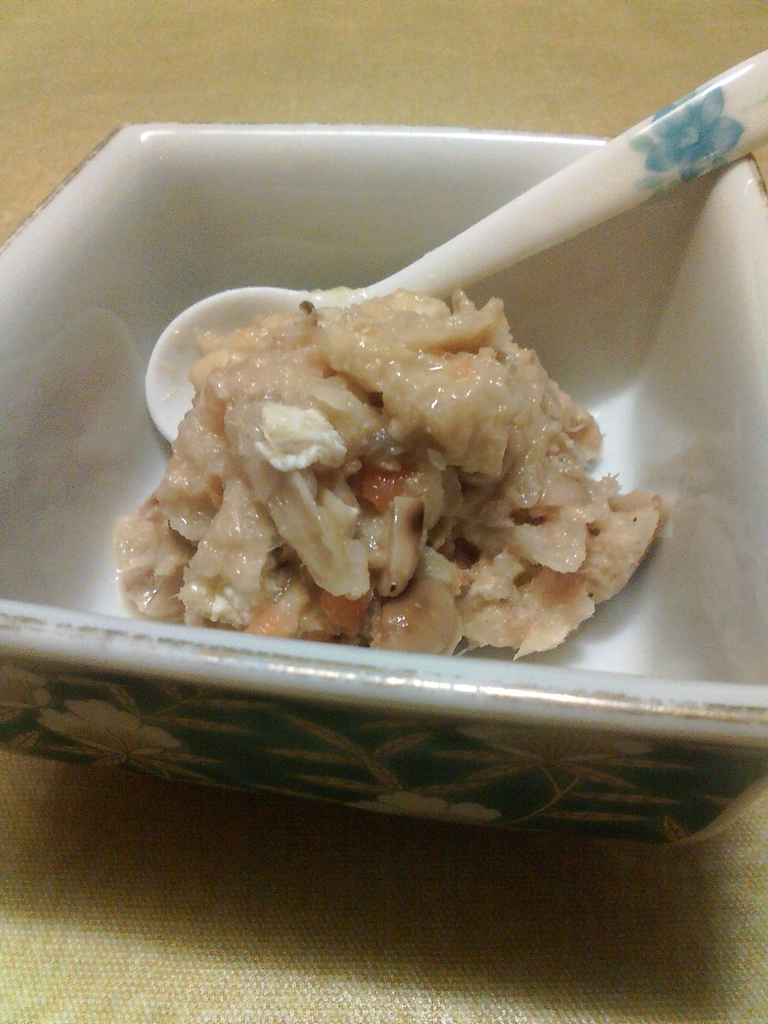

시모츠카레(しもつかれ)는 일본 북부 간토 지역, 주로 도치기현뿐만 아니라 군마현과 이바라키현에서도 제공되는 현지 일본 요리이다. 이 요리는 일반적으로 하츠우노히(初午の日, 말 그대로 2월 말의 첫날)에 전설의 신인 이나리를 달래기 위해 세키한과 함께 제공된다. 시모츠카레는 일반적으로 연어 머리, 야채, 대두, 아부라아게(あぶらあげ, 튀긴 두부 껍질) 및 사케카스(酒粕)를 끓여서 만든다. 일반적인 추가 재료로는 갈은 생무(오로시 왜무)와 당근이 있다. 일부 지역에서는 이 요리를 시미츠카리, 시미츠카레 또는 스미츠카레라고도 한다.